# Colmworth
Colmworth – wieś w Anglii, w hrabstwie ceremonialnym Bedfordshire, w dystrykcie (unitary authority) Bedford. Leży 11 km na północny wschód od centrum miasta Bedford i 81 km na północ od centrum Londynu.